# Redessan
Redessan là một xã ở tỉnh Gard. Xã này có diện tích 15,57 km², dân số năm 1999 là 3162 người. Khu vực này có độ cao trung bình 56 mét trên mực nước biển.